# Cyclospermum
Cyclospermum (también, Ciclospermum) es un pequeño género de plantas perteneciente a la familia  Apiaceae. Contiene cinco especies, incluida la bien conocida  Cyclospermum leptophyllum. Es originario de Sudamérica.

## Descripción
Son hierbas anuales, muy ramificadas y delgadas, glabras, 0.5–6 dm de alto. Hojas oblongo-ovadas a orbiculares, 3.5–10 cm de diámetro, pinnadamente decompuestas con los segmentos últimos filiformes; pecíolo delgado con una vaina de márgenes blancos y escariosos. Inflorescencias en umbelas y/o umbélulas compuestas y frecuentemente algunas simples, pedunculadas o sésiles, ebracteadas, rayos 1–5, 0.4–2.5 cm de largo, flores perfectas, blancas o blanco-verdosas; cáliz con dientes diminutos; pétalos ovados, sin ápice inflexo; estilos más cortos que el estilopodio; carpóforo bífido. Fruto orbicular a ovoide, 1.2–3 mm de diámetro, ligeramente comprimido lateralmente, con costillas filiformes pero evidentes, frecuentemente suberosas, vitas solitarias en los intervalos, 2 en la comisura; semillas adaxialmente planas.

## Taxonomía
El género fue descrito por Mariano Lagasca y publicado en Amenidades Naturales de las Españas 1(2): 101. 1821. La especie tipo es: Cyclospermum leptophyllum 	(Pers.) Sprague	J. Bot. 61: 131	1923

## Especies
- Cyclospermum laciniatum 	(DC.) Constance	Brittonia 42(4): 277	1990
- Cyclospermum leptophyllum 	(Pers.) Sprague	J. Bot. 61: 131	1923
- Cyclospermum uruguayense